# Розаліон-Сошальська Варвара Володимирівна
Варвара Володимирівна Розаліон-Сошальська (нар. 25 лютого 1907, Санкт-Петербург, Російська імперія — пом. 15 липня 1992, Москва, Росія) — радянська актриса театру і кіно. Заслужена артистка РРФСР (1939), народна артистка РРФСР (1971). Мати актора Володимира Сошальського.

## Біографія

Могили Варвари Сошальської та її сина Володимира Сошальского на Троєкуровському кладовищі Москви.

Народилася 25 лютого 1907 року в Санкт-Петербурзі, в родині Володимира Євгеновича Розаліон-Сошальського, випускника Імператорського Олександрівського ліцею (1891, IX кл., срібна медаль), статського радника, члена Ради Державного дворянського земельного банку Російської імперії.
Після Жовтневого перевороту разом з матір'ю була змушена покинути Петроград і переїхати на Україну до Коктебеля. У Новочеркаську вступила до перебуваючого в евакуації Смольного інституту благородних дівиць.
У 1929 році закінчила Ленінградський технікум сценічного мистецтва (керівник Володимир Соловйов). Працювала в Ленінградському Молодому театрі (з 1935 року — театр-студія Сергія Радлова, з 1939 року — Ленінградський театр імені Лєнсовєта).
Під час німецько-радянської війни виступала у складі фронтової концертної бригади Всесоюзного гастрольно-концертного об'єднання (ВГКО). У 1942—1950 роках працювала в обласних драматичних театрах Калініна (нині Твер, 1942—1944), Петрозаводська (російський театр 1946—1949), Тули (1949—1950). З 1950 по 1991 роки — актриса Театру імені Моссовєта.
Була дружиною актора Бориса Феодосьєва. У цьому шлюбі 14 червня 1929 року у подружжя народився син Володимир Феодосьєв (Сошальський), який у майбутньому також обрав акторську професію.
Померла 15 липня 1992 року в Москві на 86-му році життя. Похована на Троєкурівському кладовищі в Москві.

## Творчість

### Ролі в театрі
- 1952 — «Красунчик чоловік» за однойменною п'єсою Олександра Островського

### Ролі в кіно
1. 1929 — Рідний брат — Надія, дружина Горбачова
2. 1955 — Дівчина-джигіт — Мар'яна
3. 1964 — Ленінградський проспект
4. 1965 — Півень — Джамал
5. 1969 — Вулиця Ангела —
6. 1972 — Золото, золото — серце народне —
7. 1973 — Слідство ведуть ЗнаТоКі. Справа № 9 «Свідок» — Тамара Георгіївна, мати майора Томіна
8. 1974 — Шпак і Ліра — Амалія фон Шровенгаузен, баронеса
9. 1975 — Ольга Сергіївна — мати Вадима
10. 1976 — Блакитний портрет — бабуся Тані
11. 1978 — Слідство ведуть ЗнаТоКі. Справа № 12 «Букет на прийомі» — Тамара Георгіївна, мати майора Томіна
12. 1979 — Цезар і Клеопатра — Фтататита
13. 1981 — Факти минулого дня — мати Кряквіних
14. 1981 — Житіє святих сестер — ігуменя
15. 1983 — дитячий кіножурнал «Єралаш», випуск № 41, сюжет № 3 «Педагогічна драма» — Марія Іванівна, викладачка словесності
16. 1984 — Берег його життя —
17. 1984 — Благі наміри —
18. 1989 — Утамуй мої печалі — Мар'я Миколаївна
19. 1990 — Десять років без права листування — юрист
20. 1990 — Золота шпага —

## Нагороди та звання
- 1939 — Орден «Знак Пошани»
- 1939 — Заслужена артистка Російської РФСР (11.03.1939)
- 1971 — Народна артистка РРФСР (14.01.1971)